# Tubten Gyaco
Tubten Gyaco (tibeti: ཐུབ་བསྟན་རྒྱ་མཚོ་; Wylie: Thub Bstan Rgya Mtsho; 1876. február 12. – 1933. december 17.) a 13. dalai láma Tibetben.
1878-ban fedezték fel, hogy ő a dalai láma reinkarnációja. Ekkor Lhászába került, ahol fogadalmat tett a pancsen lámának, Tenpaj Vangcsuknak és felvette a "Ngavang Loszang Tupten Gyaco Dzsigdral Csoklej Namgyal" nevet. 1879-ben foglalta el a trónt a Potala palotában, de 1895-ig nem gyakorolt semmilyen politikai hatalmat.
Tubten Gyaco intelligens reformernek bizonyult, aki fontos szerepet játszott abban a korban, amikor Tibet az Orosz Birodalom és a Brit Birodalom közti csatározás egyik bábuja volt. Ellenszegült a britek expedíciós szándékának, visszaállította a kolostori életbe a szigort és megnövelte a világi vezetők számát, hogy elkerülje a túl sok hatalmat a szerzetesek kezében.

## Családja
A dalai láma 1876-ban született a Szam-je kolostor közelében, Tak-po tartományban egy paraszti családba.

## Agvan Dorzsijev
Agvan Dorzsijev (1854–1938) egy hori burját származású mongol, tibeti szerzetes volt, aki 19 éves korában került a Lhásza melletti gelugpa kolostorba, Drepungba, amely Tibet legnagyobb kolostora. Miután itt sikeresen elvégezte a hagyományos vallási tanulmányokat, megszerezte a legmagasabb egyetemi buddhista fokozatokat is. Belőle vált a tizenéves dalai láma tanítója és vitatársa, akivel később jó barátok lettek. Agvan Doržievet bízta meg a láma diplomáciai feladatokkal, amikor Oroszországba vagy más országba küldte.

## Katonai expedíciók Tibetben

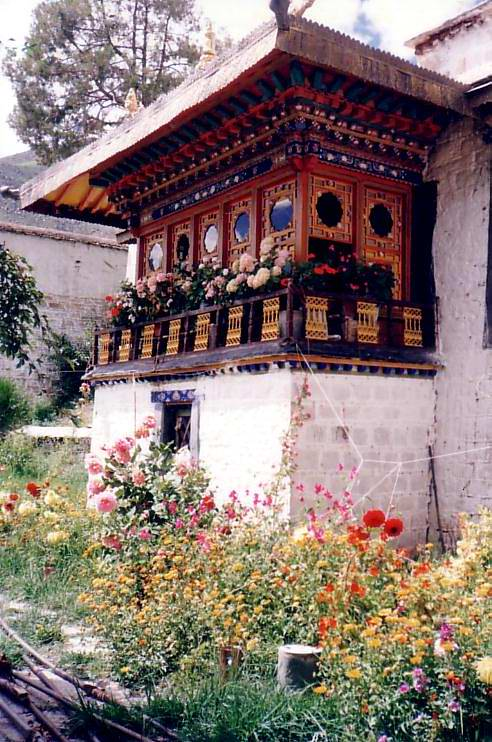
A 13. dalai láma utolsó éveit a tibeti Necsungban töltötte

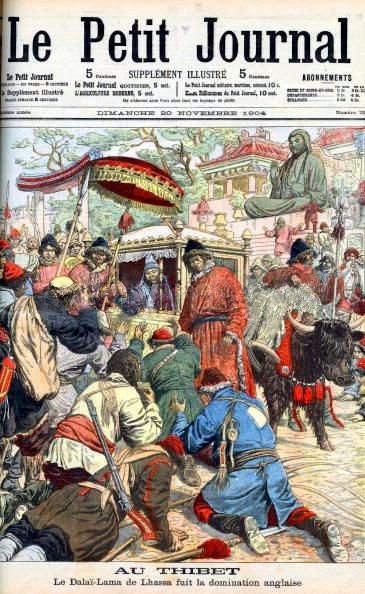
A dalai láma elhagyja Lhászát

1904-ben a britek tibeti expedícióját követően Dorzsijev meggyőzte a lámát, hogy meneküljön Mongóliába. A 2400 kilométeres út Urgába négy hónapig tartott. A láma a szomszédos országban ezután bő egy évet töltött, amely során tanításokat adott a mongoloknak és több orosz katonai vezetővel találkozott, akiket arról igyekezett meggyőzni, hogy Tibet és Mongólia is visszavonhatatlanul függetlenedni kíván Kínától. A vérfürdő elkerülése érdekében kérte az oroszok segítségét. Felvetette, hogy amennyiben nem számíthat orosz segítségre, úgy a britekhez kellene fordulnia.
Miután Tubten Gyaco elmenekült Tibetből, a Csing (Qing)-dinasztia kihirdette trónfosztását és szuverenitása ismételt kiterjesztését Tibetre, valamint követeléseket tett Nepálra és Bhutánra is. 1904. szeptember 7-én egyezség született a Potala palotában Nagy-Britannia és Tibet között nepáli és butáni képviselők jelenlétében, amelyet 1906-ban egy szerződés követett a britek és a kínaiak között. A britek egy összegért cserébe elfogadták, hogy nem csatolnak magukhoz tibeti területet és nem avatkoznak bele a tibeti államügyekbe, míg a kínaiak vállalták, hogy nem engedik egyetlen államnak se, hogy beavatkozzon Tibet területén vagy belső igazgatásába.
A dalai láma később a nagy Kumbum kolostorban tartózkodott Hszining (Xining) közelében, majd keletre utazott az egyik legszentebb buddhista hegyhez Kínában, a Pekingtől 300 kilométerre lévő Vutaj (Wutai)-hegyhez. Innen a láma már hatalmas kísérő táborral indult tovább, köztük többek között Carl Gustaf Emil von Mannerheim orosz ezredessel, aki később a független Finnország elnöke lett. A láma kampányt indított, hogy megerősítse Tibet nemzetközi kapcsolatait és hogy megszabadítsa országát a kínai uralomtól.
1908 szeptemberében fogadta őt Kuang-hszü (Guangxu) császár és Ce-hszi (Cixi) anyacsászárné, aki igyekezett megerősíteni Tibet alárendelt szerepét, ám a dalai láma megtagadta az előtte való leborulást. A láma Pekingben maradt év végéig.
Miután a láma visszatért országába, hozzálátott a kormány újraszervezéséhez, azonban egy 1910-es kínai hadjárat következtében el kellett menekülnie Indiába.
1911-ben a Csing (Qing)-dinasztia uralmát egy forradalom megdöntötte, és 1913 januárjára az utolsó kínai csapat is távozott Tibetből.

## Hatalomátvétel

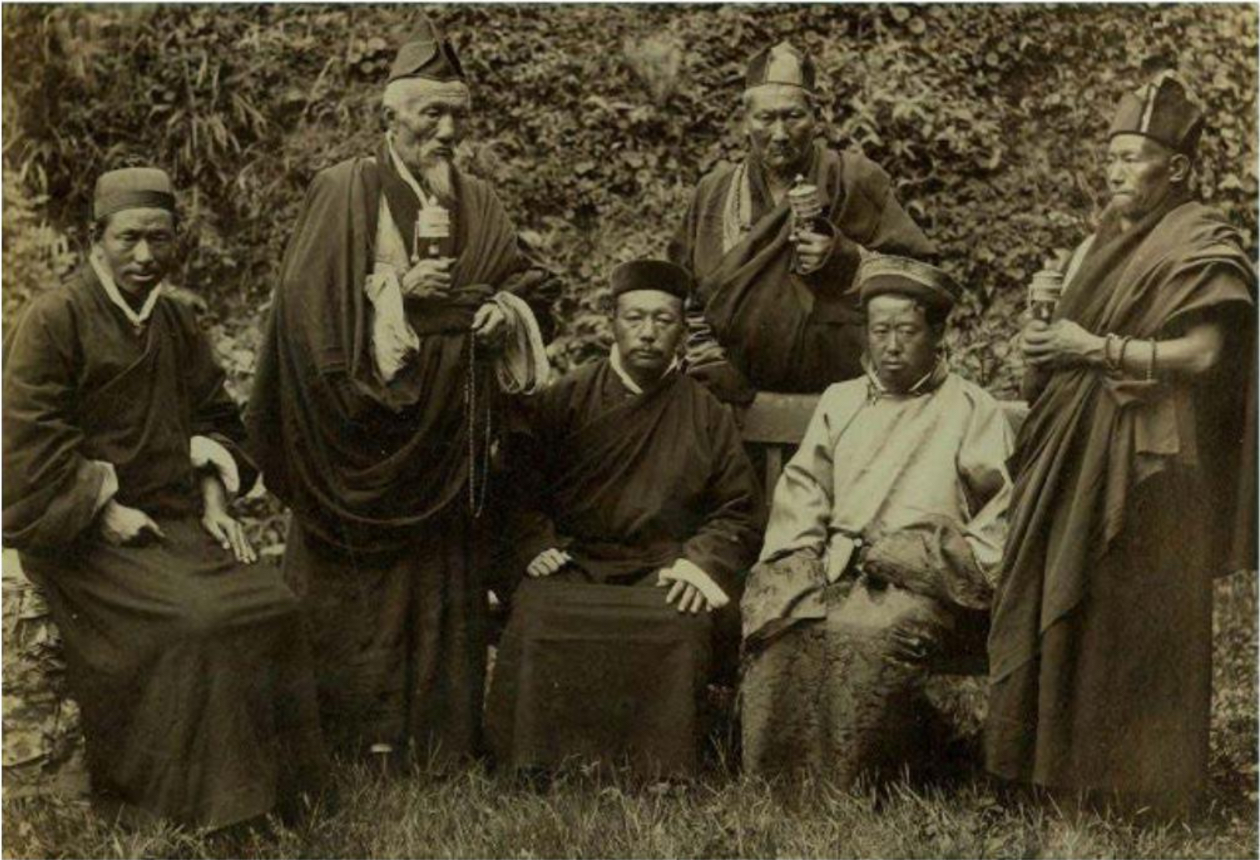
A 13. dalai láma a Szikkim királlyal az indiai Dardzsilingben, India

1895-ben Tubten Gyaco átvette a hatalmat a kolostoroktól, amiknek a régensen keresztül nagy befolyásuk volt. Két száműzetése során (1904–1909 és 1910–1913) megtapasztalta a nemzetközi politika összetettségét és jelentőségét egyaránt. 1913-ban, amikor a láma visszatért indiai száműzetéséből, akkor Jüan Si-kaj (Yuan Shikai) elnök bocsánatot kért a korábbi dinasztia által okozott sérelmekért és táviratban visszaadta a láma minden címét. Erre azt válaszolta, hogy őt nem érdekli semmilyen kínai rang, és átveszi a spirituális és politikai irányítást Tibetben. Személyesen intézte ezután országa külügyeit, a kormány és parlament nélkül.
1913 elején a 13. dalai láma kikiáltotta Tibet függetlenségét Kínától, majd szabványosította a tibeti nemzeti lobogót mai formájában. Nem sokkal később Jüan (Yuan) ismét kínai tartománynak nyilvánította az országot, és csapataival megszállta a Mekongtól keletre eső területeket. A gyengén felszerelt tibeti sereg orosz fegyverekkel erősítette meg magát, erre válaszul pedig a britek is fegyverszállításba kezdtek, hogy befolyásuk ne csorbuljon. A kínai haderő így már nem tudta folytatni az előrenyomulást, ezért Jüan (Yuan) a brit felkérés alapján tárgyalásokba kezdett a tibeti vezetéssel. A tibeti, kínai és brit küldöttek Simlában ültek össze 1913. október 6-án. Itt hosszas viták kezdődtek az ország függetlenségéről, és végül 1914. július 3-án megszületett a simlái egyezmény, amely garantálta Tibet függetlenségét. A kínai küldött aláírta a szerződéstervezetet, azonban a tényleges szerződésre végül csak a tibeti és a brit felek aláírása került, ugyanis a kínai kormányzat nem volt hajlandó ratifikálni azt.
1912 végén Tibetben kinyomták az első tibeti bélyegeket és az első történelmi pénzjegyeiket. Új egészségügyi főiskola épült a következő évben Dzsokang közelében. Törvényeket hoztak a hivatali korrupció visszaszorítása érdekében, nemzeti adórendszert vezettek be és létrehozták a rendőrséget. Felülvizsgálták és országosan egységesítették a büntetőrendszert. Eltörölték a halálbüntetést, lényegesen lecsökkentették a testi büntetéseket, valamint javítottak a börtönök színvonalán is. Világi oktatással egészítették ki a vallásit. Bevezetésre került az elektromosság, a telefon és az első autó is megjelent Tibetben.
1932-ben a Nemzeti Forradalmi Hadsereg Ma Pu-fang (Ma Bufang) és Liu Ven-huj (Liu Wenhui) által vezetett muzulmán és kínai csapatai legyőzték a tibeti hadsereget a kínai–tibeti háborúban, amikor az megpróbálta elfoglalni Csinghaj (Qinghai)t és Hszikang (Xinkang)ot. A háborúban olyan sok területet veszítettek el, hogy végül a dalai láma segítséget kért az indiai brit kormánytól. Brit nyomásra sikerült elérni egy tűzszünetet Nankinggal, majd számos helyi megállapodás is született Mával és Liuval a háború befejezésére.

## Halála
Halála előtt a 13. dalai láma megjósolta Tibet megszállását, valamint kijelentette, hogy hamar meg fog halni, hogy utódja elég idős legyen a tibetiek vezetéséhez az invázió idején. Néhány hónap múlva, 1933. december 17-én meghalt.

## Fordítás
- Ez a szócikk részben vagy egészben  a(z)   13th Dalai Lama című angol Wikipédia-szócikk ezen változatának fordításán alapul.  Az eredeti cikk szerkesztőit annak laptörténete sorolja fel. Ez a jelzés csupán a megfogalmazás eredetét és a szerzői jogokat jelzi, nem szolgál a cikkben szereplő információk forrásmegjelöléseként.